# Talla (impost)
La talla, com impost directe, és el que es recapta de forma personal. A Castella el procés d'imposició s'anomenava «tallación». El nom prové de l'antic costum de comptabilitzar les entregues de diners tallant osques sobre pals, que es lliuraven per certificar el pagament. Aquesta manera de comptabilitzar és un vestigi dels temps prehistòrics. A Anglaterra va perdurar fins al 1826.
La taille era un dels principals impostos de l'Antic règim a França, i considerat com a molt regressiu perquè n'estan exempts justament els privilegiats, la part més rica de la societat. A la Castella de l'Antic Règim hi havia impostos semblants, als quals contribuïen només els pecheros.